# Goodyear Tire & Rubber
Pour les articles homonymes, voir Goodyear.
Goodyear Tire and Rubber Company est une compagnie américaine fondée en 1898 par Frank Seiberling (en). En 2018, Goodyear était le troisième fabricant de pneumatiques au monde, après Michelin et Bridgestone. Elle fabrique des pneus pour les automobiles, les avions et les poids lourds. Elle confectionne également des courroies, des durits et d’autres produits en caoutchouc, ainsi que des produits chimiques liés à l'industrie du caoutchouc.
Bien que l'entreprise n'ait pas de lien financier avec lui, son nom est en honneur de Charles Goodyear, qui a inventé la vulcanisation en 1842. Les premiers pneus Goodyear devinrent populaires grâce à leur faible coût de maintenance et au fait qu’ils étaient facilement détachables.
Goodyear est notamment célèbre grâce à un dirigeable Goodyear, avec lequel Goodyear souhaitait entrer dans l'industrie aérospatiale et de l’aviation après la Seconde Guerre mondiale.
En 2012, ses ventes nettes sont de 20,9 milliards de dollars, en recul par rapport à 2011 (22,7 milliards de dollars). Le nombre de pneumatiques vendus est de 164 millions en 2012 (180,6 en 2011).

## Historique

### L'origine: 1842
En 1842, Charles Goodyear invente la vulcanisation. Elle consistait en ce que le caoutchouc des pneumatiques ne souffrait pas du changement de température, mais l'empêchait de devenir cassant au froid et mou à la chaleur.
En 1888, John Boyd Dunlop pose un premier brevet sur les roues pneumatiques.

### Le début: 1898 à 1926

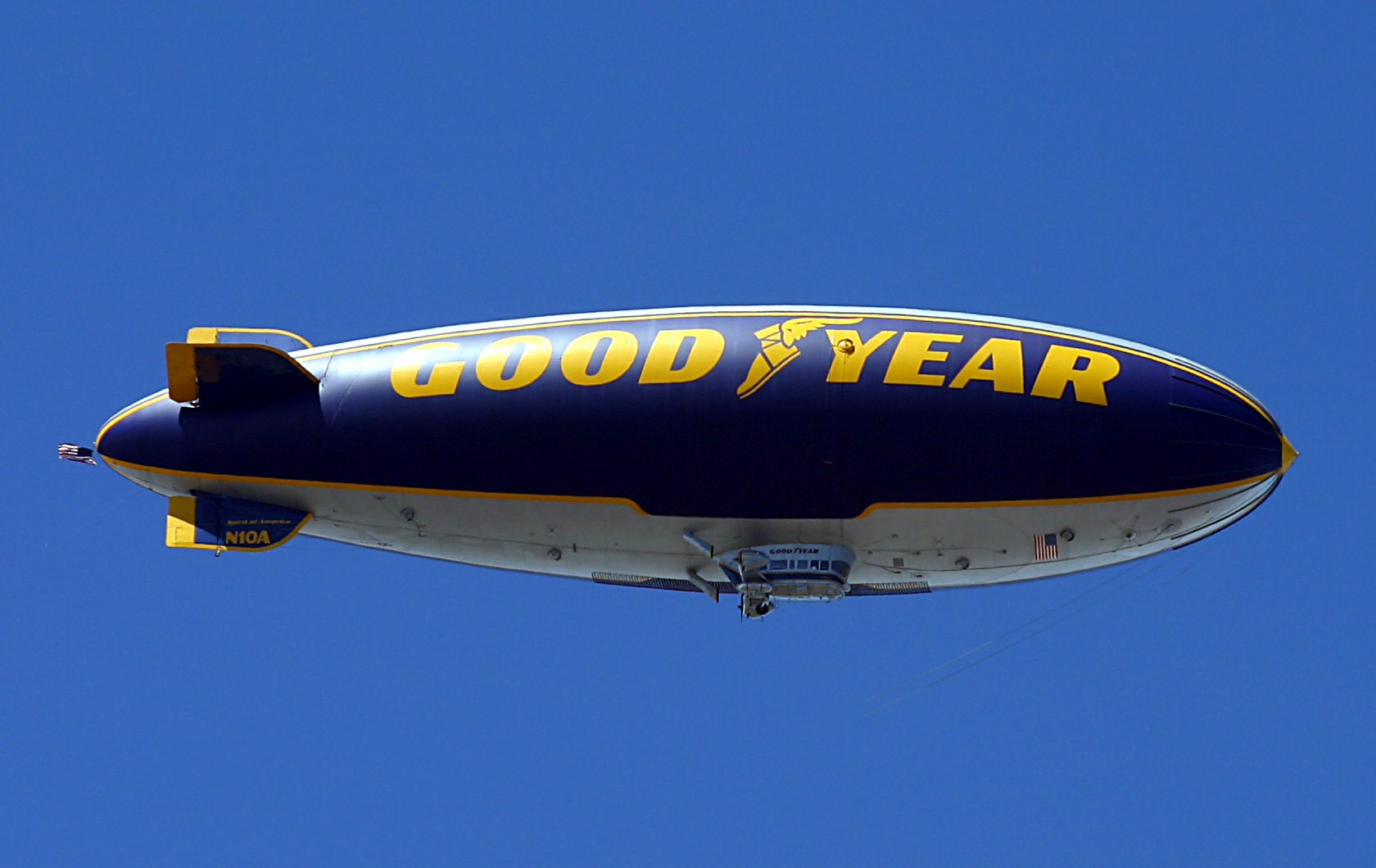
Dirigeable Goodyear.

La première usine Goodyear ouvre à Akron (Ohio) en 1898 sous le nom Dunlop Pneumatic Tyre Co. Les trente employés d'origine fabriquaient des pneus pour vélos et calèches, des sabots pour chevaux en caoutchouc. La société grandit avec le succès de l'industrie automobile.
En 1901, la société de Frank Seiberling, Goodyear, fournit des pneus de course à Henry Ford. (Cependant qu'en 1904, Dunlop sort les premiers pneus détachables). En 1908, Ford a produit son modèle T avec des pneus Goodyear. Un an plus tard, Goodyear construit ses premiers pneus pour l'aviation.
En 1911, Goodyear démarre son expérience dans le design des avions. Pendant la Première Guerre mondiale, il fabrique des avions et ballons dirigeables pour l'armée américaine.
En 1919, la voiture qui gagne l'Indianapolis 500 est équipée de pneus Goodyear. En 1925, le premier dirigeable Goodyear, le Pilgrim, est lancé. En 1926, Goodyear était la plus importante entreprise de caoutchouc au monde. Quatre ans auparavant, l'entreprise fut forcée d'abandonner temporairement la production de pneus de course sous la pression de la concurrence. Néanmoins, la popularité des pneus de Goodyear sur les circuits donna une importante notoriété à la marque.

### Le développement: 1926 à 1990

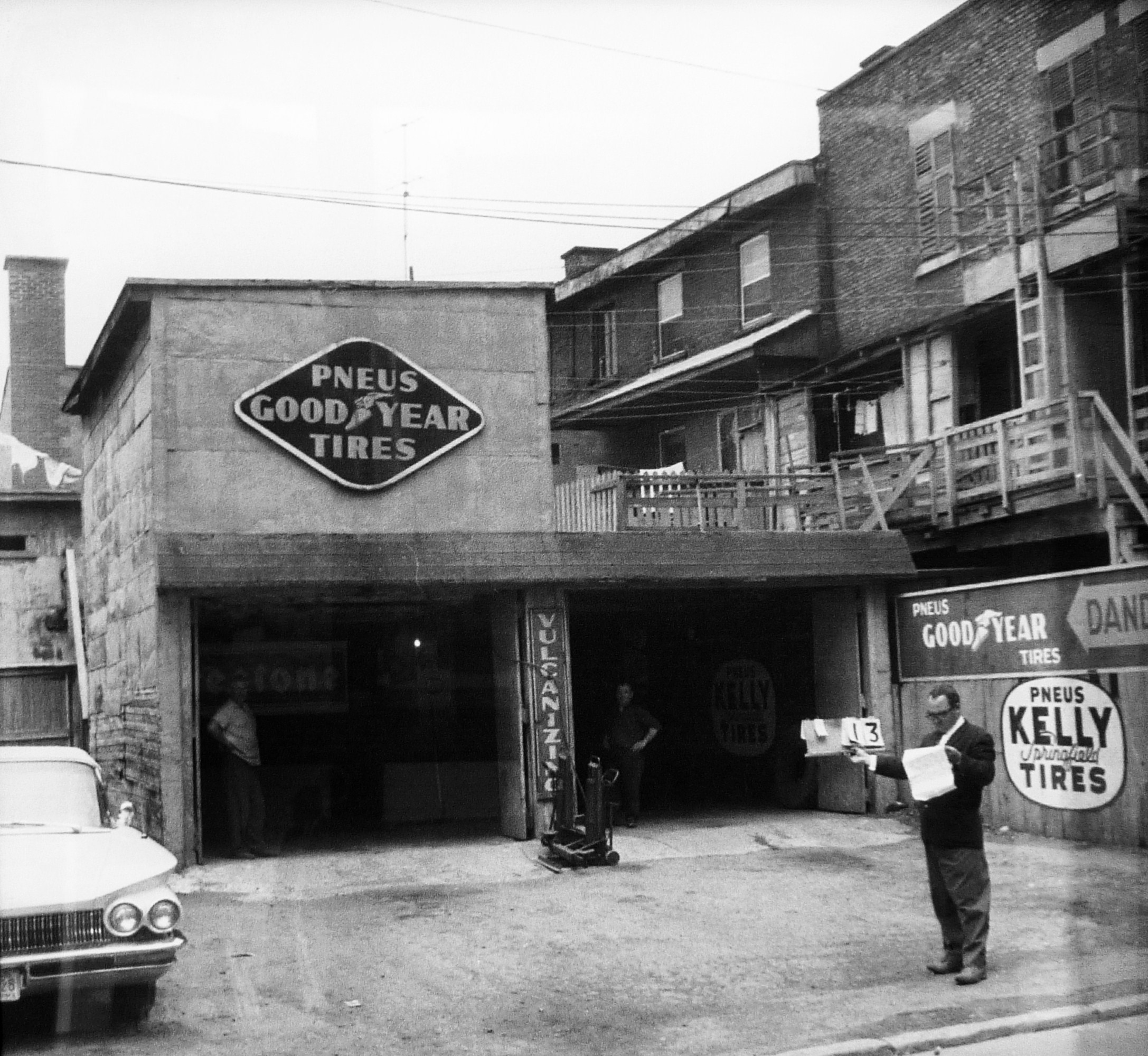
Ancien concessionnaire à Montréal, 1963

Les soixante années qui suivirent ont permis à Goodyear de devenir une multinationale avec des chiffres d'affaires de plusieurs milliards de dollars. L'entreprise acquiert sa rivale Kelly-Springfield Tire en 1935. Pendant la période 1939-1945, elle produit l'avion de guerre Corsair pour l'armée américaine. En 1956, elle détient et assure une usine de traitement nucléaire dans l'Ohio[réf. souhaitée]. En 1944, une coentreprise est conclue à Mexico avec Cia. Plus tard, l'entreprise devient Goodyear Oxo.
En 1967, Goodyear introduit le pneu en polyglas (en). En 1969, la vente dépassait les 3 milliards de dollars, cinq ans après elle dépassait les 5 milliards et l'entreprise pouvait se vanter d'être présente dans trente-quatre pays. En 1978, l'usine située à Akron fut convertie en un centre technique de recherche et conception. Dans l'année 1985, les ventes mondiales de Goodyear excédait les 10 milliards de dollars.
Le joyau de la couronne de Goodyear fut la Goodyear Aerospace Corporation, une société développée par l'entreprise d'aviation Goodyear (Goodyear Aircraft Company) à la fin de la seconde guerre mondiale[réf. souhaitée]. En 1979 ils construisirent un super calculateur pour le Centre Aérospatial Goddard de la NASA, le MPP (en). La filiale fut vendue en 1987 à Loral en raison d'une restructuration.

### 1990 à aujourd'hui
La dernière réorganisation de l'entreprise a eu lieu en 1991. Goodyear engagea Stanley Gault, ancien directeur financier de Rubbermaid inc, afin de diversifier l'entreprise et de s'ouvrir à de nouveaux marchés. Cette restructuration entraîna le licenciement de 12 000 salariés.
En 1999, Goodyear et le groupe japonais Sumitomo Rubber créent la coentreprise Goodyear Dunlop.
En 2006, marque la fin de la production de pneus au Royaume-Uni et fermeture d'une usine à Washington. Le 5 octobre 2006, le syndicat United Steelworkers a voté une grève à l'usine Goodyear du Kansas, à la suite d'un conflit social. Elle prit fin le 2 janvier 2007 et coûta à l'entreprise une perte de 358 millions de dollars.
En 2007, Goodyear vend sa division d'ingénierie production au groupe Carlyle; Goodyear Engineered Products est renommée en Veyance Technologies.
En février 2021, Goodyear annonce l'acquisition de Cooper Tire & Rubber pour 2,8 milliards de dollars, lui permettant de se renforcer aux États-Unis et en Chine, des pays où Cooper est très présent.
En juillet 2024, Goodyear annonce la vente de son activité de pneumatiques hors-route à Yokohama pour 905 millions de dollars.
En janvier 2025, Goodyear annonce la vente de la marque Dunlop à Sumitomo Rubber Industries pour 701 millions de dollars.

## Activités
En 2014, Goodyear a vendu 162 millions de pneus à travers le monde, dont 60,5 millions sur la zone Europe/Moyen-Orient/Afrique. L'entreprise compte alors 67 000 employés au niveau mondial et réalise un résultat net de 2,5 milliards de dollars.

### Filiales
- Dunlop Tyres
- The Kelly Springfield Tire Company (en)
- Fierce
- Lee
- Sava Tyres (en) (Slovénie)
- Fulda (Allemagne)
- Debica (Pologne)

### Marques Goodyear

#### Secteur automobile
- Assurance (cars & minivan)
  - TripleTred Technology
  - ComforTred Technology
- Fortera (suv)
  - Silent Armor Technology
  - TripleTred Technology
- Wrangler (truck)
  - Silent Armor Technology
  - ProGrade Technology
    - Heavy Duty
- Eagle (performance)
  - Response Edge
    - Carbon Fiber Technology
- Nordic (Winter tires)

#### Commercial
- Pour camions
  - Fuel Max
  - K MAX
  - Duraseal
  - Treadmax
- Pour tous terrains
  - Articulated Dump Truck
  - Rigid Haulage Truck
  - Mobile Crane
  - Scaper
  - Port & Container Handling
  - Dozer and Loader
  - Mine Service
  - Motor Grader
- Pneus ATV
  - Rawhide Camo
  - Rawhide MT/R
- Pneus RV
  - Unisteel series (G670RV, G149RSA, G169RSA, G647RSS, G614RST)
  - Wrangler HT (all weather)
  - Marathon (trailer towing)
- Aviation

#### Hors industrie pneumatique
- Chambre à air
- Tuyaux industriels
- Produits hydrauliques
- Ceintures automobiles
- Transmissions automobiles
- Isoprene monomer
- Caoutchouc synthétique pour applications médicales
- Caoutchouc synthétique pour chewing-gum

## Controverses

### Fermeture de sites en France
Après avoir annoncé plus de 400 suppressions d’emplois sur les deux sites voisins de Dunlop et Goodyear de la zone industrielle d'Amiens-Nord (France), en mai 2008, l'entreprise a annoncé une nouvelle restructuration en mars 2009, et un licenciement collectif portant sur mille emplois sur l'usine Goodyear, qui compte 1 450 salariés et un plan investissent[pas clair] massif sur le site de Dunlop. Début 2013, la direction annonce la fermeture du site Goodyear d'Amiens notamment à la suite du refus d'une nouvelle grille horaire par le syndicat majoritaire. Le site de Dunlop qui a été restructuré, poursuit quant à lui sa production.
En janvier 2014, la fin de l'occupation du site d'Amiens est annoncée. Les syndicats acceptent de cesser le blocage du site contre le triplement des indemnités de départ. Ceci n'annonce pas pour autant la fin du conflit social qui se poursuit aux prud'hommes afin de contester la validité économique de ce plan social. En novembre 2015, le procureur du tribunal correctionnel d’Amiens requiert deux ans d’emprisonnement, dont un an avec sursis et un an ferme contre huit anciens salariés de l'usine, dont cinq délégués CGT pour la séquestration durant trente heures en janvier 2014 de deux cadres du site. Les huit anciens salariés sont condamnés à deux ans de prison, dont neuf mois de prison ferme, assortis d’une mise à l’épreuve de cinq ans mais font appel. En appel, les juges se montrent plus cléments et ne prononcent que des peines avec sursis et une relaxe. La première condamnation avait surpris le monde syndical, les deux cadres et l'entreprise ayant retiré leur plainte fin janvier 2014.
Le 5 octobre 2018, quatre ans après la fermeture de l'usine, 832 des 1 143 salariés licenciés par Goodyear se retrouvent devant le tribunal d'Amiens pour contester la procédure de licenciement économique de leur ancien employeur. Face au nombre très important de plaignants, le procès doit être délocalisé hors du tribunal, dans la salle des Congrès d'Amiens.
Le 28 mai 2020, Goodyear est reconnue coupable et condamnée par les prud'hommes d'Amiens. La direction indique alors "se réserver le droit de faire appel".

### L'affaire des éclatements de pneus
Une enquête des journalistes Gérard Davet et Fabrice Lhomme publiée dans le quotidien français Le Monde fin mars 2024 montre comment Goodyear a géré en toute opacité, pendant des années, une crise majeure concernant certains de ses pneus destinés aux poids lourds. Ces pneus sont suspectés d'être la cause de très nombreux accidents, en France et à l’étranger. Entre 2010 et 2015, 76 accidents de camions ont été le fait de défaillances pneumatiques, tuant 56 personnes et en blessant 142 autres alors que les pneus sont souvent de marque Goodyear. L'affaire des pneus défectueux avait également été évoquée dans le documentaire Sophie Rollet contre Goodyear, réalisé par Sylvie Gilman et Thierry de Lestrade, et diffusé en 2023 sur Arte,. Elle a pour origine la détermination de Sophie Rollet de comprendre comment son mari, Jean-Paul Rollet, chauffeur routier, est décédé le 25 juillet 2014 au volant de son camion, percuté par un autre poids lourds qui avait traversé le terre plein central de l'A36 à la suite de l'éclatement d'un pneu Goodyear Marathon. En lien avec cette affaire, deux entités Goodyear ont été mises en examen en mai 2025 pour « pratique commerciale trompeuse, tromperie sur la qualité substantielle de la marchandise ayant pour conséquence de rendre cette marchandise dangereuse pour l’homme, et homicide involontaire ».

### Des soupçons d'entente avec des fabricants de pneus
La Commission européenne a envoyé fin janvier 2024 des inspecteurs chez plusieurs fabricants de pneus, dont Goodyear qui a reconnu être visé, soupçonnés de s’être coordonnés sur les prix de ventes de leurs produits dans l'Union européenne,. Dans son communiqué du 30 janvier, la Commission explique qu'elle soupçonne que les entreprises inspectées inopinément aient « enfreint les règles de l'UE en matière de pratiques anticoncurrentielles qui interdisent les ententes et les pratiques commerciales restrictives », violant l'article 101 du traité sur le fonctionnement de l'Union européenne.

## Communication
Depuis 2017, le logo de Goodyear apparaît sur les maillots de l'équipe NBA des Cleveland Cavaliers, dont l'agglomération englobe Akron. Et depuis 2020, la marque s'affiche également sur les maillots d'entraînement.